# Alireza Haghighi
Alireza Haghighi (Teheran, 2 maggio 1988) è un calciatore iraniano, portiere del Kheybar Khorramabad.

## Carriera

### Club
Dal 2012 al 2016 il suo cartellino è appartenuto ai russi del Rubin Kazan', con cui però non ha collezionato alcuna presenza in campionato. Durante questo periodo infatti è stato spesso girato in prestito, rispettivamente in Iran e in tre diverse squadre portoghesi, due di queste (Penafiel e Marítimo) militanti in Primeira Liga.
Nel marzo 2017 è stato ingaggiato dai neopromossi svedesi dell'AFC Eskilstuna. Ha iniziato la stagione rimanendo fuori causa per le prime 13 partite a causa di un infortunio all'anca, poi ha sempre giocato titolare sotto la guida del nuovo allenatore Michael Jolley. La squadra ha chiuso l'Allsvenskan 2017 all'ultimo posto.
Anche nel 2018 Haghighi ha fatto parte di una squadra dell'Allsvenskan svedese, è stato infatti ingaggiato dal GIF Sundsvall che cercava un sostituto per il capitano Tommy Naurin operatosi al ginocchio. Il suo breve contratto valido fino all'estate, tuttavia, è stato rescisso in anticipo già a maggio, dopo che il portiere iraniano ha avuto una discussione con il tecnico Joel Cedergren per il mancato utilizzo.

### Nazionale
Ha giocato numerose partite nelle varie nazionali giovanili iraniane.
Dal 2010 milita nella nazionale maggiore. Non è stato però convocato per i Mondiali 2018, anche per via delle panchine con la squadra di club nei mesi antecedenti alla competizione.

## Palmarès

### Club
- Campionato iraniano: 1

Persepolis: 2007-2008
- Coppa dell'Iran: 2

Persepolis: 2009-2010, 2010-2011
- Coppa di Russia: 1

Rubin: 2011-2012
- Supercoppa di Russia:

Rubin: 2012

### Nazionale
- Giochi asiatici: 1

2006